# Valérie Létourneau
Pour les articles homonymes, voir Létourneau.
Valérie Létourneau, née le 29 avril 1983 à Montréal, au Québec, est une pratiquante de MMA canadienne évoluant au sein du Bellator MMA.

## Biographie
Valérie Létourneau a commencé le Kickboxing en 1998 à l'âge de 15 ans jusqu'à ce qu'elle ait le niveau pour devenir entraineur. Elle est passée professionnelle en 2007. Elle est la première femme originaire du Québec à avoir combattu à ce niveau.

## Parcours en MMA

### Débuts de carrière
Le 31 mars 2007 Valérie Létourneau commence sa carrière en MMA. Elle est opposée, à la canadienne Tannaya Hantelman lors d'un évènement Extreme Cage Combat, l'ECC 5 : A Night Of Champions se déroulant à Halifax, Nouvelle-Écosse au Canada. Elle inflige un KO Technique à son adversaire (coups de poing) durant la seconde reprise.
Le 20 avril 2012 Valérie Létourneau rencontre la brésilienne Cláudia Gadelha lors du Wreck MMA: Road to Glory qui se déroule à Gatineau au Québec (Canada). Cláudia Gadelha participe à son premier combat hors de son pays natal, difficulté renforcée par le fait que la canadienne se retrouve quasiment à domicile dans une salle acquise à sa cause. Dans cet affrontement très équilibré la brésilienne est plutôt à son avantage dans les deux premiers rounds mais elle semble très fatiguée en fin de match et Valérie Létourneau domine alors les débats. En définitive, Cláudia Gadelha obtient une victoire par décision partagée (30-27, 29-28, 28-29).

### Ultimate Fighting Championship
Le 6 juin 2014 l'UFC annonce que deux nouvelles venues dans la division des poids coq féminins de l'UFC feront leurs débuts dans l'Octogone lors de l'UFC 174 - Johnson vs. Bagautinov le 14 juin 2014 au Rogers Arena de Vancouver. La rencontre prévue initialement devait opposer la russe Milana Dudieva à la hollandaise Germaine de Randamie. Les combattantes s'étant tour à tour désistées, un face à face sera proposé entre l'américaine Elizabeth Phillips et la Canadienne Valérie Létourneau.
Le 14 juin 2014 Valérie Létourneau affronte l'américaine Elizabeth Phillips lors de l'UFC 174 - Johnson vs. Bagautinov à Vancouver, en Colombie-Britannique au Canada. Le combat, très équilibré, est éprouvant pour les deux protagonistes et la canadienne fini par s'imposer au bout des trois reprises par décision partagée.
L'UFC annonce le 19 août 2014 que Valérie Létourneau qui devait participer à l'UFC Fight Night - Bigfoot vs. Arlovski 2 du 13 septembre 2014 sera remplacée à la suite d'une blessure par la brésilienne Larissa Pacheco qui fera ses débuts à l'UFC contre à une autre brésilienne : Jessica Andrade.
Valérie Létourneau fait son retour dans l'Octogone le 25 avril 2015. Elle affronte sa compatriote Jessica Rakoczy qui a décroché a de nombreuses reprises le titre de championne du monde de boxe. Avant le combat Valérie Létourneau déclare qu'elle se méfie de cette combattante qu'elle trouve sous-estimée et qui est redoutable au niveau des poings. Ce combat, qui se déroule à l'UFC 186 - Johnson vs. Horiguchi à Montréal, Québec au Canada, marque pour Valérie Létourneau sa deuxième participation à l'UFC. Elle parvient à dominer son adversaire au combat au sol et place une soumission en triangle. Jessica Rakoczy parviens à se dégager mais se retrouve blessée à l’œil droit ce qui gêne sa vision durant toute la suite du combat. Valérie Létourneau fini par l'emporter par décision unanime (29-28, 29-28, 30-27).

### Bellator MMA
Après une série de 3 défaites à l'UFC, Valérie Létourneau quitte la fédération pour rejoindre le Bellator MMA en 2017.

## Palmarès en MMA
| 17 combats     | 10 victoires | 7 défaites |
| Par KO         | 4            | 2          |
| Par soumission | 1            | 1          |
| Sur décision   | 5            | 4          |

| Résultat | Record | Adversaire           | Méthode                                         | Événement                               | Date              | Round | Temps | Lieu                                         | Notes                                       |
| -------- | ------ | -------------------- | ----------------------------------------------- | --------------------------------------- | ----------------- | ----- | ----- | -------------------------------------------- | ------------------------------------------- |
| Défaite  | 10-7   | Ilima-Lei Macfarlane | Soumission (étranglement en triangle)           | Bellator 213: Macfarlane vs. Létourneau | 15 décembre 2018  | 3     | 3:19  | Honolulu, Hawaï, États-Unis                  | Pour le titre des poids mouche du Bellator. |
| Victoire | 10-6   | Kristina Williams    | Décision unanime                                | Bellator 201: Macfarlane vs. Lara       | 29 juin 2018      | 3     | 5:00  | Temecula, Californie, États-Unis             |                                             |
| Victoire | 9-6    | Kate Jackson         | Décision unanime                                | Bellator 191: McDonald vs. Ligier       | 15 décembre 2017  | 3     | 5:00  | Newcastle upon Tyne, Angleterre, Royaume-Uni | Début en poids mouches.                     |
| Défaite  | 8-6    | Viviane Pereira      | Décision partagée                               | UFC 206: Holloway vs. Pettis            | 10 décembre 2016  | 3     | 5:00  | Toronto, Ontario, Canada                     |                                             |
| Défaite  | 8-5    | Joanne Calderwood    | TKO (coup de pied au corps et coups de poing)   | UFC Fight Night: MacDonald vs. Thompson | 18 juin 2016      | 3     | 2:51  | Ottawa, Ontario, Canada                      |                                             |
| Défaite  | 8-4    | Joanna Jedrzejczyk   | Décision unanime                                | UFC 193: Rousey vs. Holm                | 14 novembre 2015  | 5     | 5:00  | Melbourne, Victoria, Australie               | Pour le titre des poids pailles de l'UFC.   |
| Victoire | 8-3    | Maryna Moroz         | Décision unanime                                | UFC Fight Night: Holloway vs. Oliveira  | 23 août 2015      | 3     | 5:00  | Saskatoon, Saskatchewan, Canada              |                                             |
| Victoire | 7-3    | Jessica Rakoczy      | Décision unanime                                | UFC 186: Johnson vs. Horiguchi          | 25 avril 2015     | 3     | 5:00  | Montréal, Québec, Canada                     | Combat en Poids pailles 115 lb (52 kg)      |
| Victoire | 6-3    | Elizabeth Phillips   | Décision partagée                               | UFC 174: Johnson vs. Bagautinov         | 14 juin 2014      | 3     | 5:00  | Vancouver, Colombie-Britannique, Canada      | Combat en Poids coqs 135 lb (61 kg)         |
| Victoire | 5-3    | Jordan Moore         | TKO (coups de poing)                            | AFC 21: The Return                      | 16 mars 2014      | 1     | 0:34  | Hollywood, Floride, États-Unis               |                                             |
| Défaite  | 4-3    | Cláudia Gadelha      | Décision partagée                               | Wreck MMA: Road to Glory                | 20 avril 2012     | 3     | 5:00  | Gatineau, Québec, Canada                     |                                             |
| Victoire | 4-2    | Tannaya Hantelman    | TKO (coups de poing)                            | Freedom Fight: For Honor and Pride      | 10 septembre 2011 | 1     | 2:07  | Grand Sudbury, Ontario, Canada               |                                             |
| Victoire | 3-2    | Julie Malenfant      | TKO (coups de pied au ventre et coups de poing) | Ringside MMA 10: Cote vs. Starnes       | 11 avril 2011     | 2     | 2:15  | Montréal, Québec, Canada                     |                                             |
| Victoire | 2-2    | Kate Roy             | Soumission (clé de bras)                        | XMMA 7: Inferno                         | 27 février 2009   | 1     | 3:23  | Montréal, Québec, Canada                     |                                             |
| Défaite  | 1-2    | Alexis Davis         | Décision partagée                               | TKO 31: Young Guns                      | 14 décembre 2007  | 3     | 5:00  | Montréal, Québec, Canada                     |                                             |
| Défaite  | 1-1    | Sarah Kaufman        | TKO (coups de poing)                            | TKO 29: Repercussion                    | 1er juin 2007     | 2     | 1:36  | Montréal, Québec, Canada                     |                                             |
| Victoire | 1-0    | Tannaya Hantelman    | TKO (coups de poing)                            | ECC 5: A Night Of Champions             | 31 mars 2007      | 2     | 4:02  | Halifax, Nouvelle-Écosse, Canada             |                                             |